# Колд Спрингс (Невада)
Колд Спрингс (енгл. Cold Springs) насељено је место без административног статуса у америчкој савезној држави Невада.

## Демографија
По попису из 2010. године број становника је 8.544, што је 4.71 (122,8%) становника више него 2000. године.
| Група             | 2000.         | 2010.         |
| Белци             | 3.436 (89,6%) | 6.632 (77,6%) |
| Афроамериканци    | 45 (1,2%)     | 151 (1,8%)    |
| Азијати           | 43 (1,1%)     | 170 (2,0%)    |
| Хиспаноамериканци | 167 (4,4%)    | 1.211 (14,2%) |
| Укупно            | 3.834         | 8.544         |